# Mikołaj Byczkowski
Mikołaj Byczkowski (ur. 18 marca 1887 w Warszawie, zm. 9–11 kwietnia 1940 w Katyniu) – podpułkownik piechoty Wojska Polskiego, ofiara zbrodni katyńskiej.

## Życiorys
Urodził się w Warszawie, w rodzinie Wincentego i Heleny z Welimanów. W 1905, po ukończeniu gimnazjum realnego w Warszawie, wstąpił do armii rosyjskiej i został wcielony do 170 Mołodeczańskiego Pułku Piechoty w Wilnie, należącego 43 Dywizji Piechoty.
W maju 1925 został przeniesiony do 32 Pułku Piechoty w Modlinie na stanowisko kwatermistrza. 12 kwietnia 1927 został mianowany na stopień podpułkownika ze starszeństwem z 1 stycznia 1927 i 34. lokatą w korpusie oficerów piechoty. W maju tego roku został przesunięty na stanowisko dowódcy III baonu. W kwietniu 1928 został przeniesiony do kadry oficerów z równoczesnym przydziałem na stanowisko oficera placu w Tarnowie. W marcu 1929 został przeniesiony służbowo do Powiatowej Komendy Uzupełnień Ostrów Wielkopolski na stanowisko pełniącego obowiązki komendanta. W marcu 1932 został zatwierdzony na stanowisku komendanta. Z dniem 31 sierpnia 1935 został przeniesiony w stan spoczynku.
22 września 1939 w miejscowości Werba dostał się do sowieckiej niewoli. W październiku tego roku przebywał w obozie jeńców w Putywlu, a od listopada 1939 w obozie Kozielsku. Między 7 a 9 kwietnia 1940 został przekazany do dyspozycji naczelnika Obwodowego Zarządu NKWD w Smoleńsku. Między 9 a 11 kwietnia tego roku zamordowany w Katyniu i tam pogrzebany, gdzie 28 lipca 2000 nastąpiło oficjalne otwarcie Polskiego Cmentarza Wojennego w Katyniu.
5 października 2007 minister obrony narodowej Aleksander Szczygło mianował go pośmiertnie na stopień pułkownika. Awans został ogłoszony 9 listopada 2007 w Warszawie, w trakcie uroczystości „Katyń Pamiętamy – Uczcijmy Pamięć Bohaterów”.

## Ordery i odznaczenia
- Krzyż Walecznych[16]
- Złoty Krzyż Zasługi – 10 listopada 1938 „za zasługi w służbie wojskowej”[17][18]
- Medal Pamiątkowy za Wojnę 1918–1921
- Medal Dziesięciolecia Odzyskanej Niepodległości
- Order Świętego Stanisława 3. klasy[2]
- Order Świętej Anny 3. klasy[2]